# Ребулія
Ребулія (Reboulia) — рід печіночників родини айтонієвих (Aytoniaceae). Ребулія напівкуляста (Reboulia hemisphaerica) — єдиний вид цього роду.
Можливий другий вид Reboulia queenslandica (Stephani) M. Hicks був опублікований у 1992 році, але пізніше було визначено як поліплоїдне схрещування двох різновидів R. hemisphaerica, тому не є окремим видом. Подальші списки та публікації не визнають її окремою.
Ріккардін С є фенольним циклічним бібензиловим вторинним метаболітом, виділеним з R. hemisphaerica, як і мартантінхінон.